# Obsjtina Tvărditsa
Obsjtina Tvărditsa (bulgariska: Община Твърдица) är en kommun i Bulgarien.   Den ligger i regionen Sliven, i den centrala delen av landet, 220 km öster om huvudstaden Sofia.
Obsjtina Tvărditsa delas in i:
- Borov dol
- Bjala palanka
- Sjivatjevo
- Zjălt brjag
- Orizari
- Sborisjte

Följande samhällen finns i Obsjtina Tvărditsa:
- Tvărditsa